# Taralea
Genre
Taralea est un genre de plantes à fleurs dicotylédones de la famille des Fabaceae, sous-famille des Faboideae, originaire d'Amérique du Sud, qui compte cinq espèces acceptées. L'espèce type est Taralea oppositifolia Aubl..

## Liste d'espèces
Selon The Plant List (2 octobre 2018) :
- Taralea cordata Ducke
- Taralea crassifolia (Benth.) Ducke
- Taralea oppositifolia Aubl.
- Taralea phaeophylla (Steyerm.) H.C.Lima
- Taralea reticulata (Benth.) Ducke

## Diagnose

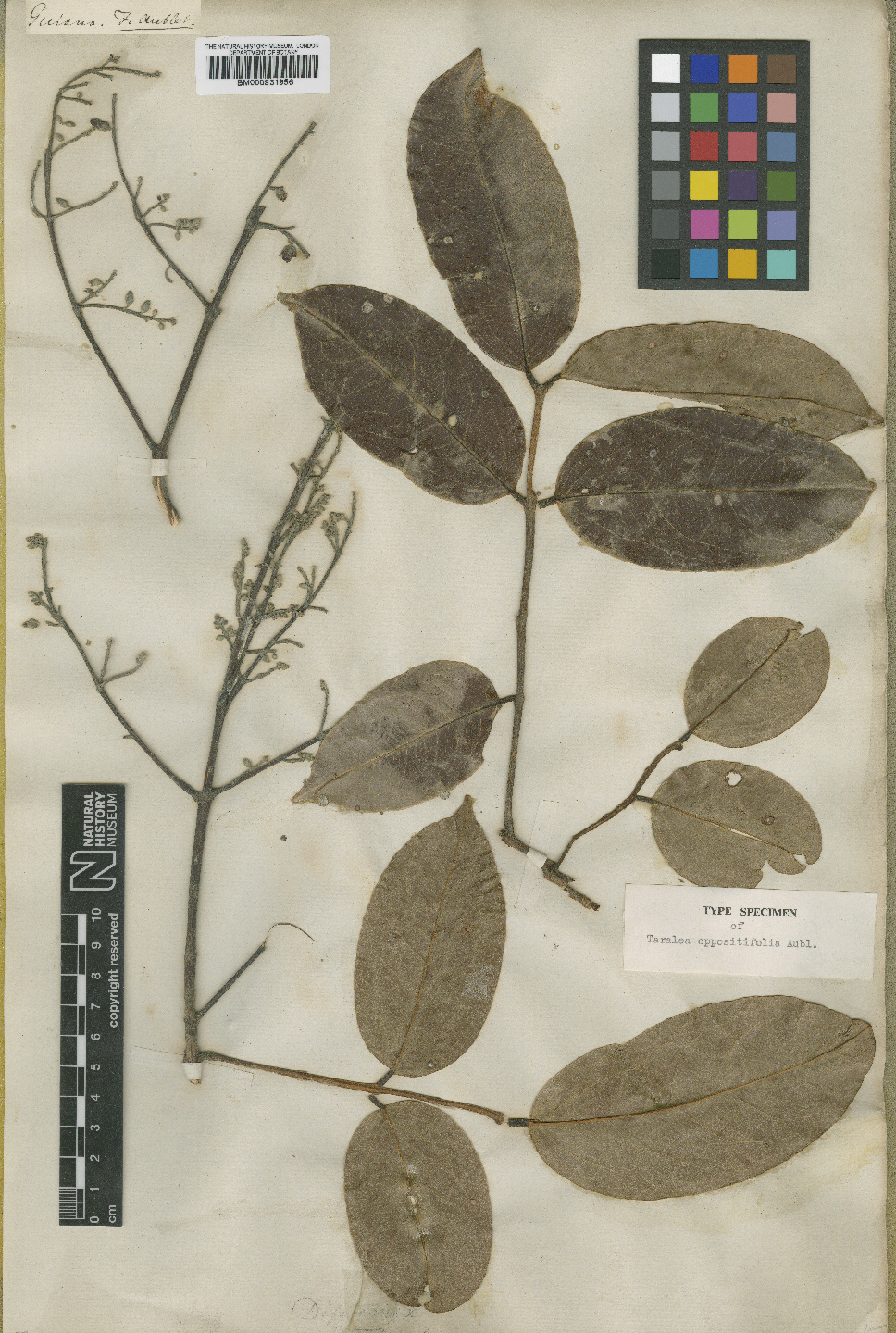
échantillon type de Taralea oppositifolia, espèce type du genre Taralea, collecté par Aublet en Guyane

En 1775, le botaniste Aublet propose la diagnose suivante : 
« TARALEA. (Tabula 298.)

CAL. Perianthium monophyllum, turbinatum, quinquepartitum, laciniis duabus ſuperioribus, ovatis, acutis, erectis, concavis ; tribus inferioribus minimis, acutis, intermedio longiori. 
COR. pentapetala, papilionacea, violacea, calicis fundo inſerta ; petalo ſuperiore amplo, ſubrotundo, erecto, marginato, latéralibus duobus oblongis, emarginatis, duobus inferioribus minoribus, conniventibus. 
STAM. Filamenta decem, in tubum decemfidum coalita, fundo calicis inferta. Antheræ ſubrotundæ, biloculares. 
PIST. Germen ovato-oblongum, pedicellatum. Stylus longus, incurvus. Stigma acutum. 
PER. légumen ſubrotundum, depreſſum, coriaceum, ſubviride, uniloculare, bivalve. 

SEM. unicum, complanatum, ſubrotundum. »
— Fusée-Aublet, 1775.